# Тейлър (окръг, Айова)
Вижте пояснителната страница за други значения на Тейлър.
Окръг Тейлър (на английски: Taylor County) е окръг в щата Айова, Съединени американски щати. Площта му е 1386 km², а населението - 6958 души (2000). Административен център е град Бедфорд.